# Catalyst Science Discovery Centre

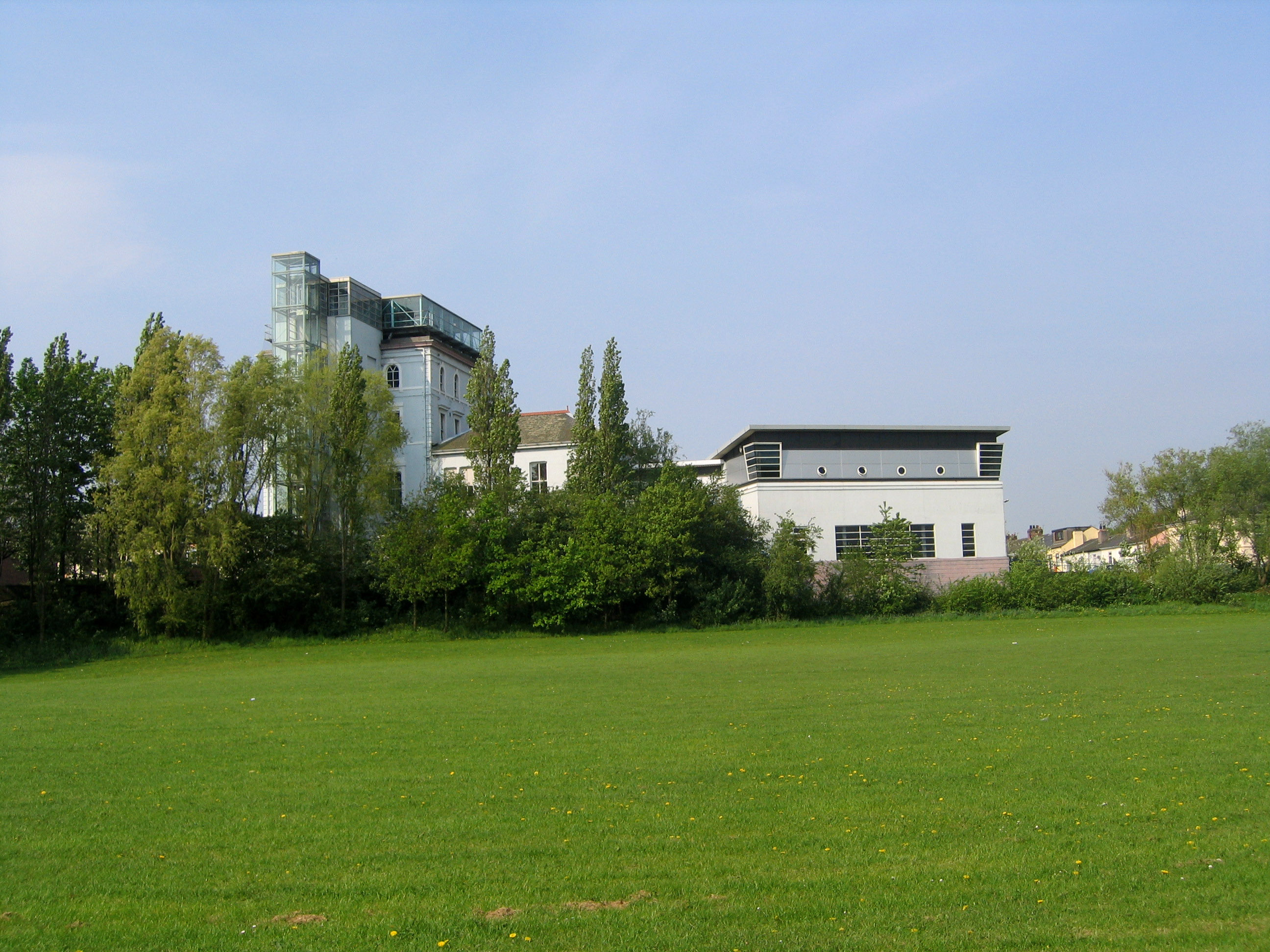
Catalyst Science and Discovery Centre

Catalyst, mit vollständigem Namen Catalyst Science Discovery Centre, ist ein englisches Science Center und Museum über die chemische Industrie. Es befindet sich in der Stadt Widnes im Nordwesten Englands in der Grafschaft Cheshire, am nördlichen Ufer des Flusses Mersey.
Es ist weltweit das erste Museum, das es sich zur Aufgabe gemacht hat, seine Besucher nicht nur über Chemie im Allgemeinen, sondern speziell auch über die chemische Industrie zu informieren und unterscheidet sich somit von bereits vorher eröffneten Museen wie dem Kazan-Chemiemuseum, dem Farsman Mineralogy Museum und dem Zelinsky-Chemiemuseum. 1989 wurde es unter dem Namen "The Museum of the Chemical Industry" eröffnet. Das alte vierstöckige Gebäude, in dem sich das Museum heute befindet, wurde um 1860 vom Industriellen John Hutchinson errichtet. Damals war es als das Tower Building bekannt und diente als Verwaltungssitz für Hutchinsons Sodaunternehmen. Später wurde es der Unternehmenshauptsitz des Seifenherstellers Gossage. Im Zuge der Umfunktionierung zu einem Museum wurden 1989 an das Gebäude ein Glasaufzug und eine Aussichtsgalerie auf dem Dach angebaut, entworfen von Austin-Smith:Lord.  1994 wurde das Gebäude um einen Anbau auf der Nordseite erweitert, um mehr Platz für Ausstellungen zu schaffen.
Das Museum bietet seinen Besuchern die Möglichkeit, mehr über Naturwissenschaften, insbesondere die Chemie, zu erfahren. Dazu gibt es neben der traditionellen Ausstellung auch viele interaktive Exponate und ein Filmtheater, in dem der Zuschauer das Filmgeschehen selbst beeinflussen kann. Während der Schulferien und an Feiertagen werden besondere Workshops für Kinder und Familien angeboten. Außerdem organisiert Catalyst einmal monatlich den Saturday Science Club, eine Veranstaltung für Kinder im Alter von 11 bis 14 Jahren, bei der interessierte Kinder mehr über Wissenschaft erfahren und selbst Aufgaben lösen können. Weiterhin verfügt das Museum über eine umfassende Sammlung zur chemischen Industrie. Hier finden sich diverse Dokumente, Fotos und das komplette Forschungsarchiv der Chemikalienabteilung von Imperial Chemical Industries.
Catalyst ist eine gemeinnützige Stiftung, die unter der Aufsicht eines Stiftungsrats steht. Die Gründung und Einrichtung des Museums wurde zu Anfang von im Bereich der chemischen Industrie tätigen Firmen, der nationalen und der regionalen Regierung finanziert. Außerdem erhielt Catalyst Mittel von der Europäischen Union und einen Zuschuss der Heritage Lottery Stiftung der britischen Nationallotterie. Heute wird es von einer Reihe von Partnern und dem Förderverein "Friends of Catalyst" unterstützt.
Derzeit werden Besucherzahlen von etwa 30.000 pro Jahr erreicht. Davon entfallen ca. 60 % auf Schulklassen, für die ein umfangreiches, lehrplanbegleitendes Programm angeboten wird.
Das Museum wurde vom Visitor Attraction Quality Assurance Scheme als Besucherattraktion, die einen hohen Standard erfüllt, akkreditiert und kann 14 bedeutende Auszeichnungen vorweisen - darunter auch den prestigeträchtigen Gulbenkian-Preis.

## Galerien
- Scientific: Hands-on Exponate
- Birth of an Industry: Geschichtlicher Überblick über die Entwicklung der chemischen Industrie - Objekte, Dokumente, Bilder, Filmmaterial aus dem Archiv, Computer-Quiz
- World of Opportunities: multimediale Station mit Informationen zu Berufsfeldern und Karrieren in der chemischen Industrie
- Observatory: Ausstellung zum Thema Recycling und zur Landschaft der Umgebung; dient ebenfalls als Aussichtsplattform

## Geschichte
Obwohl das Museum relativ jung ist, hat es, besonders zu Anfang, einige grundlegende Umstrukturierungen und Erweiterungen erlebt. Den Anstoß zur Einrichtung eines Museums gaben 1982 die Feierlichkeiten zum hundertjährigen Bestehen der Gesellschaft der Chemischen Industrie, SCI. Aus diesem Anlass wurde eine Studie durchgeführt, um herauszufinden, ob genug Material und geeignete Einrichtungen vorhanden waren, um ein Museum zu gründen, das der Geschichte und Entwicklung der chemischen Industrie gewidmet sein sollte. Nach einer positiven Bewertung wurde schließlich eine temporäre Ausstellung im alten Rathaus von Widnes eingerichtet. Diese beschäftigte sich zu gleichen Teilen mit der Geschichte der Region und der Geschichte der dort ansässigen chemischen Industrie. Diese erste Ausstellung folgte noch einem traditionellen Ausstellungskonzept.
Als 1986 die Räume im alten Rathaus für andere Zwecke gebraucht wurden, zog das Museum in das kürzlich frei gewordene Gossage Building in der West Bank Gegend von Widnes. 1987 wurde ein Stiftungsrat eingesetzt, der die Aufsicht über die Museumsstiftung haben sollte. Der im September desselben Jahres ernannte Direktor Gordon Rintoul definierte die Ausrichtung des Museums neu. Historisches über die Gegend trat in den Hintergrund und die neue Ausstellung konzentrierte sich auf Chemie im Alltag.  Ein neues Ausstellungskonzept wurde nach dem Vorbild des Exploratoriums in San Francisco und des At-Bristol Science Centers in Bristol erarbeitet, in dem die Besucher die Möglichkeit haben sollten, durch eigenständige Versuche etwas über Chemie und Naturwissenschaft herauszufinden. Die Galerie Scientrific, in der dieses Konzept umgesetzt wurde, wurde im Oktober 1991 eröffnet.